# Czas zachodnioeuropejski
Czas zachodnioeuropejski (ang. Western European Time, WET) – strefa czasowa, odpowiadająca czasowi słonecznemu południka 0°, równemu uniwersalnemu czasowi koordynowanemu (UTC+0:00).
W strefie znajduje się m.in. Wielka Brytania, Irlandia, Portugalia, Islandia i niektóre państwa zachodnioafrykańskie.